# Mutant Year Zero: Road to Eden
Mutant Year Zero: Road to Eden je potezna taktična videoigra z elementi igranja vlog, ki je izšla decembra 2018 pri založniku Funcom za sisteme Microsoft Windows, PlayStation 4 in Xbox One, pol leta kasneje pa še predelava za Nintendo Switch. Igro so razvili pri švedskem studiu The Bearded Ladies na osnovi istoimenske namizne igre igranja vlog.
Igralec vodi ekipo humanoidnih mutantov, s katero raziskuje ozemlje Švedske, opustošeno v globalni jedrski apokalipsi, in se zapleta v spopade z drugimi preživelimi ter roboti, ki so ostali za civilizacijo.
Na račun uspeha je sredi leta 2019 izšel še plačljiv dodatek z naslovom Seed of Evil, ki doda nekaj misij in razširi zgodbo, načina igranja pa ne spreminja.

## Zgodba
Civilizacija je nekaj desetletij pred dogodki v igri propadla zaradi izbruha smrtonosne rdeče kuge, ki mu je sledila globalna jedrska vojna. Redki preživeli so mutirani zaradi žarčenja in na robu preživetja. Dogajanje se odvija v opustošeni Švedski; edini branik civilizacije daleč naokrog je Barka (»Ark«), utrdba pod vodstvom Starešine (»Elder«), ki edini še poseduje znanje o starem svetu. Zaradi stalnega pomanjkanja opreme in živeža pošilja posebne mutante, imenovane Postopači (»Stalkers«), na odprave iskanja potrebščin po okoliški pustinji, imenovani Cona (»Zone«). V Coni živijo tudi Ghouli, preživeli ljudje, ki jih je kataklizma prignala na rob preživetja, zato so zelo nasilni. Ghouli častijo izginulo civilizacijo kot Starodavne (»Ancients«).
Dva postopača, humanoidni merjasec Bormin in humanoidni racak Dux, dobita od Starešine nalogo poiskati kolega Hammona, ki je izginil med eno od odprav. Njegovo tehnično znanje je namreč ključno za delovanje in preživetje Barke. Bormin in Dux na podlagi sledi ugotovita, da je odšel na sever iskat ostanke nenavadnega plovila, ki je padlo z neba, saj je verjel, da vsebuje ključ do bajeslovne dežele Paradiža (»Eden«). Na poti najdeta dva člana Hammonove ekipe, Selmo in Magnusa. Odkrijeta tudi Nova Sect, skupino versko blaznih Ghoulov, ki častijo Starodavne in želijo uporabiti njihovo orožje za uničenje Barke. Njeni pripadniki so ujeli Hammona in ga poskušajo prisiliti, da bi jim pomagal pri tem načrtu.
Na koncu pridejo Postopači do sedeža Nova Sect, Nebesne sulice (Spear of Heaven), pred tem pa se jim pridruži še Farrow, humanoidna lisica, ki si želi maščevati članom Nova Sect, ker so uničili njen dom. Ko premagajo stražarje Nebesne sulice, najdejo vhod v podzemni bunker, kjer je zaprt Hammon. Ta jim pove, da Paradiž zares obstaja – v resnici je to skrivno oporišče Starodavnih, kjer bi lahko našli informacije o izvoru mutantov (nihče od njih se namreč ne spomni otroštva). Vendar pa je vodjem Nova Sect od Hammona že uspelo telepatsko pridobiti podatke o lokaciji Paradiža, zato naroči postopačem, naj odhitijo do vhoda, da bi prehiteli Nova Sect in poskrbeli, da znanje Starodavnih ne bi prišlo v napačne roke. V ta namen morajo skozi Prepovedano mesto, staro karantensko območje za žrtve rdeče kuge, ki je zdaj polno sovražnih robotov.
Postopači prekršijo prepoved Starešine in se prebijejo skozi Prepovedano mesto, kjer najdejo člane Nova Sect na čelu z vodjo, Plutonio, ki poskušajo vdreti v Paradiž. Ko jih eliminirajo, se vrata Paradiža skrivnostno odpro. V Paradižu, ki je v resnici podzemno oporišče korporacije Mimir, odkrijejo, da so Starodavni eksperimentirali z ustvarjanjem mutantov, nato pa je bil projekt preklican. Največji šok zanje je, ko izvedo, da je bil sam njihov Starešina eden od znanstvenikov, nakar se spomnijo, da je bil on tisti, ki jih je pretihotapil na varno in obvaroval pred uničenjem. V tistem trenutku se aktivira radio in ekipa zasliši glas, ki kliče »Poveljniški center Švedska«.

### Seed of Evil
Zgodba razširitve se nadaljuje po koncu glavne zgodbe. Ko Starešina izve, da so Postopači prekršili njegovo pripoved, odide iz Barke v neznano. Po nekaj mesecih ga ekipa odkrije na severovzhodu, kjer se je začela širiti nenavadna rastlinska razrast, spremenjeni pa so tudi sovražni Ghouli. Starešina jim uide z raketnim čolničkom v vesolje, ekipa pa ob vrnitvi domov spozna, da so tudi Barko napadle rastline v obliki vsiljivih ovijalk, ki jo preraščajo. Nenavadni so tudi nekateri prebivalci. Med odsotnostjo so ostali za vodjo izvolili krčmarja Prippa, ki pa ni kos situaciji, zato jih prosi za pomoč. Skupaj posumijo, da je za dogajanjem mutant Goran, ki ima moč nadzorovati rastline in so ga nekoč izgnali iz Barke.
Ekipa se odpravi dlje proti severozahodu, kjer naj bi imel Goran bazo, novo Barko, za katero Starešina ni vedel. Pridruži se jim nov mutant, humanoiden los Veliki Kan (Big Khan), ki je dotlej sam pohajkoval po Coni in je prav tako opazil novo grožnjo.
V zapuščenem, zasneženem mestu najdejo Gorana in ga ubijejo. Izkaže se, da je bil tak kot drugi, ki so jih vskrale rastline in jim vsilile svojo voljo. Takrat se jim prek telepatske povezave oglasi bitje po imenu Stara Jyko (Old Jyko), ki jo poznajo kot najstarejše še živo drevo v Coni, in jih povabi k sebi. V spopadu uničijo njene stroke s sporami, kar jo ubije, nakar se razprejo tla in ona zgrmi v globino. Pod zemljo opazijo hodnike z znanimi logotipi korporacije Mimir - še eno oporišče. Edini še delujoč računalnik razkrije, da je bil njihov Starešina vodja projekta tudi tu, znanstveniki so namreč z istim postopkom ustvarjanja mutantov želeli napraviti drevo, ki bo filtriralo onesnaženje iz zraka, a so morali ob izbruhu vojne oditi. Drevo je preživelo, se pričelo zavedati in sklenilo, da bo počistilo Cono vse nesnage v obliki bitij. Zato je s sporami in ovijalkami spreminjalo vse v klone pod nadzorom svoje volje.
Ko se ekipa vrne v Barko, jih ostali sprejmejo kot heroje, Bormina pa postavijo za vodjo.

## Igranje
Igralec nadzoruje druščino do treh likov, ki se premika po igrinem svetu v izometrični perspektivi. Vsak ima določen nabor sposobnosti in veščin; tako je Selma ekspert za eksplozive, Dux za streljanje na daleč, Bormin pa za boj na blizu. Aktivno imajo lahko eno večjo, eno manjšo in eno pasivno mutacijo, ki jim da posebne sposobnosti (let, nevidnost ipd.). Ekipa pridobiva stopnje s pobijanjem sovražnikov in opravljanjem nalog, kar odklene nove mutacije in opremo ter razkriva nove dele zgodbe.
Igra preklaplja med raziskovanjem v realnem času in poteznim bojem, ko so liki v stiku s sovražniki. V Coni je vrsta omejenih stopenj, ki jih lahko igralec poljubno raziskuje in nabira artefakte, staro železo in kose orožja, s čimer kupuje novo opremo v Barki. V realnočasovnem načinu lahko igralec vodi vsak lik posebej in z njimi postavlja zasede za sovražnike, ki hodijo okoli. Ko sproži boj, igra preklopi v potezni način, kar spominja na igro XCOM: Enemy Unknown. Poudarek je na iznajdljivosti in prikritem delovanju, tako je možno z nekaj spretnosti eliminirati sovražnike, ki stojijo posamič, da je bitka z glavnino lažja.

## Razvoj
Igro je razvila švedska razvijalska skupina The Bearded Ladies, sestavljena iz nekdanjih razvijalcev podjetja IO Interactive, kot svetovalec pa je sodeloval Ulf Andersson, ki je ustvaril franšizo Payday. Oblikovana je po istoimenski namizni igri igranja vlog. Sprva so razvijalci nameravali ustvariti odprt svet, po katerem bi se igralec premikal povsem prosto, a so idejo opustili, ko so spoznali, da to ne deluje najbolje v kombinaciji s poteznim bojem. Nameravali so uvesti tudi trajno smrt likov in njihovo nadomeščanje z novo rekrutiranimi, kar pa bi zapletlo podajanje zgodbe. Namesto tega so se osredotočili na podajanje zgodbe ob raziskovanju.
Založnik je napovedal igro marca 2018, izšla pa je 4. decembra za PlayStation 4, Xbox One in Microsoft Windows. Poleg osnovne igre je izšla izdaja Deluxe, ki vključuje knjigo, soundtrack, ozadje za namizje in nekaj drugih dodatkov. Plačljivi dodatek Seed of Evil razširi zgodbo in igralno območje za nekaj dodatnih ur igranja, mehanike pa ne spreminja bistveno; med novostmi na tem področju so izboljšave obstoječih veščin za like, nekaj napredne opreme in nov lik.

## Odziv
| Agregator  | Ocena                                          |
| ---------- | ---------------------------------------------- |
| Metacritic | PC: 78/100 PS4: 76/100 XONE: 80/100 NS: 69/100 |

| Publikacija   | Ocena  |
| ------------- | ------ |
| Game Informer | 7.5/10 |
| GameSpot      | 9/10   |
| IGN           | 7.9/10 |

Mutant Year Zero je prejel pretežno pozitivne ocene kritikov, kot jih beleži agregator Metacritic.
Osvojil je nagrado za najboljšo strateško videoigro na podelitvi nagrad organizacije National Academy of Video Game Trade Reviewers in prejel še nominacijo za priznanje za najboljšo uporabo igralnega pogona, ki jo podeljuje uredništvo britanske revije Develop (Develop:Star Awards).